# 都靈省
都灵省（義大利語：Provincia di Torino）曾是意大利皮埃蒙特大区的一个省，首府为都灵。该省一直存在至2014年12月31日，然后改制為都靈廣域市。

## 地理

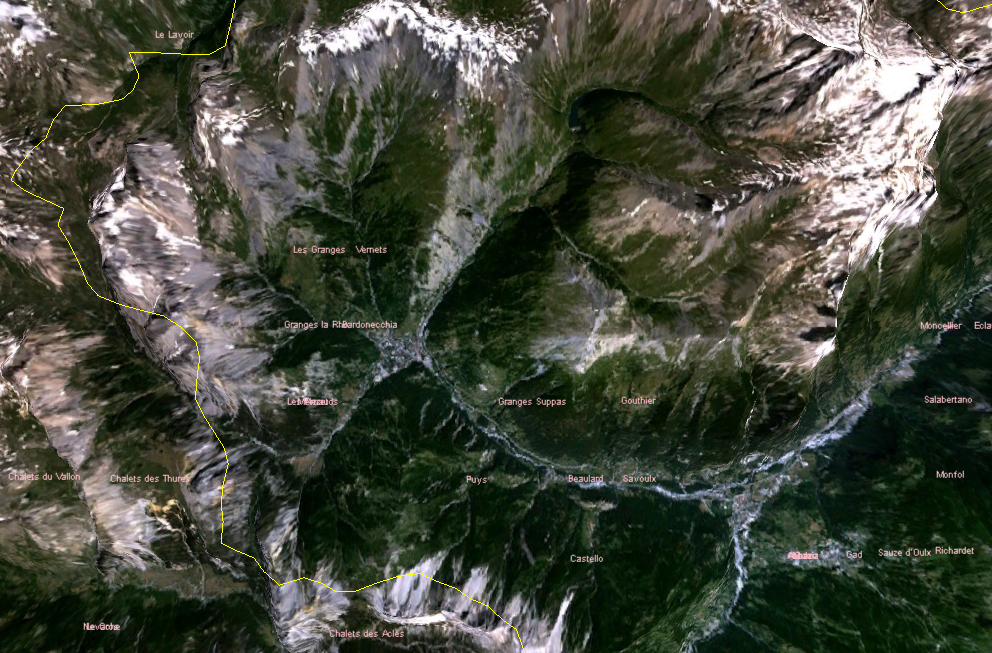
西部地区的卫星视图

都灵省面积6,830 km2（2,640 sq mi），总人口2,306,676（2011年6月30日）。
省内有316个市镇，是意大利所有省份中最多的，排第二的庫內奧省有250个。
首府都灵是1861年意大利统一后的第一个首都。

## 经济

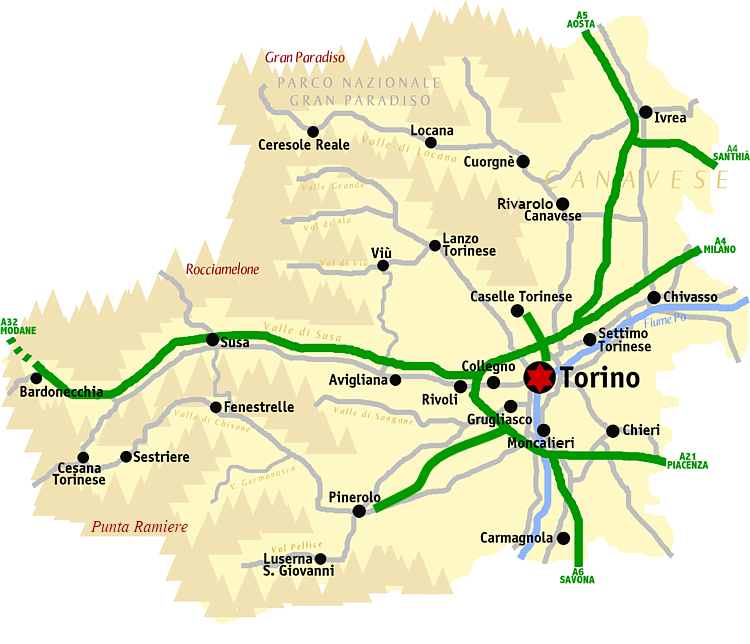
都靈廣域市路线图

都灵省最重要的出口产品是汽车，机械以及金属和金属产品。该省与德国，法国，波兰，西班牙，英国，罗马尼亚和捷克共和国有商业关系。
服务业是占生产总值66％的最重要的经济部门。另外两个重要部门是工业（32％）和农业（2％）。